# 쌍둥이 도시

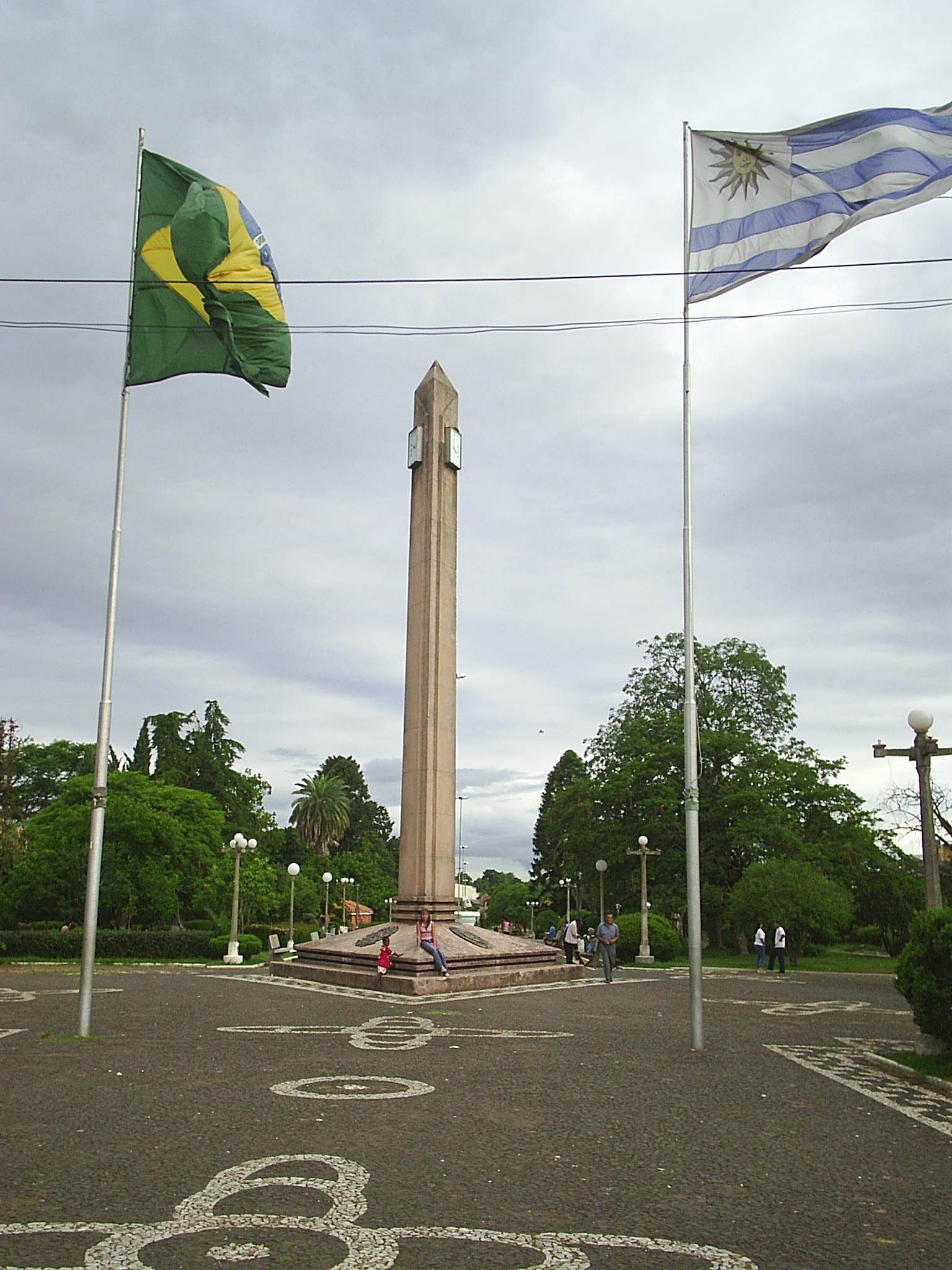

쌍둥이 도시(Twin cities)란 지리적으로 가까운 두 개의 도시가 도시의 성장과 팽창에 따라 하나의 권역으로 통합되어 서로 상생, 발전해가는 현상을 가리킨다. 미국에서는 특히 Twin Cities라고 할 경우, 미니애폴리스와 세인트 폴을 가리키는 고유명사처럼 쓰이기도 한다. 이 경우, 쌍둥이 도시를 이루는 두 도시는 지리적으로 가까울 뿐, 인적구성이나 경제구조, 정치성향 등까지 비슷하다고는 할 수 없다.
역사적으로 별개의 두 도시가 쌍둥이 도시가 되었다가 마침내는 하나의 도시로 통합된 경우도 있는데, 이러한 도시들 중 가장 유명한 곳으로는 헝가리의 수도인 부다페스트(헝가리어: Budapest 부더페슈트[*])가 있다. 부다페스트는 도나우강을 마주보고 있는 동쪽의 부더(Buda)와 서쪽의 페슈트(Pest)가 합쳐진 도시이다. 대한민국에는 명주군 묵호읍과 삼척군 북평읍이 통합된 동해시, 나주군 나주읍과 영산포읍이 통합된 나주시(구 금성시) 등이 대표적인 쌍둥이 도시였다.

## 대표적인 쌍둥이 도시
- 미국 미니애폴리스 - 세인트폴
- 중화인민공화국 홍콩 특별 행정구 - 선전시
- 중화인민공화국 마카오 특별 행정구 - 주하이 시
- 중화인민공화국 광시좡족자치구 팡청강시 동흥시 -  베트남 꽝닌성 망가시
- 미국 디트로이트 -  캐나다 윈저
- 미국 시애틀 -  캐나다 밴쿠버[1]
- 대한민국 서울특별시 - 인천광역시
- 대한민국 대전광역시 - 세종특별자치시
- 대한민국 대구광역시 - 경상북도 경산시
- 대한민국 부산광역시 - 경상남도 김해시, 양산시
- 남아프리카 공화국 요하네스버그 - 프리토리아
- 일본 도쿄도 - 요코하마시
- 말레이시아 쿠알라룸푸르 - 푸트라자야
- 콩고 민주 공화국 킨샤사 -  콩고 공화국 브라자빌
- 미국 워싱턴 D.C. - 볼티모어
- 미국 댈러스 - 포트워스
- 인도 델리 - 노이다
- 대한민국 충청남도 천안시 - 아산시
- 대한민국 전북특별자치도 군산시 - 충청남도 서천군 장항읍
- 대한민국 전라남도 순천시 - 여수시
- 대한민국 경상남도 진주시 - 사천시
- 미국 텍사캐나 (텍사스주) - 텍사캐나 (아칸소주)
- 인도 뭄바이 - 나비뭄바이
- 프랑스 파리 - 베르사유
- 일본 오사카시 - 고베시
- 일본 나고야시 - 도요타시
- 멕시코 시우다드후아레스 -  미국 엘패소
- 네덜란드 바를러나사우 -  벨기에 바를러헤르토흐 (바를러 지방)
- 미국 뉴욕 - 뉴어크
- 중화민국 타이베이시 - 신베이시
- 수단 하르툼 - 옴두르만
- 이집트 카이로 - 기자
- 캐나다 오타와 - 가티노
- 말레이시아 조호르바루 -  싱가포르 싱가포르
- 스페인 산타크루스데테네리페 - 산크리스토발데라라구나

## 같이 보기
- 메가시티
- 에큐메노폴리스
- 메트로폴리스
- 자매 도시